# Village Cinemas Czech Republic

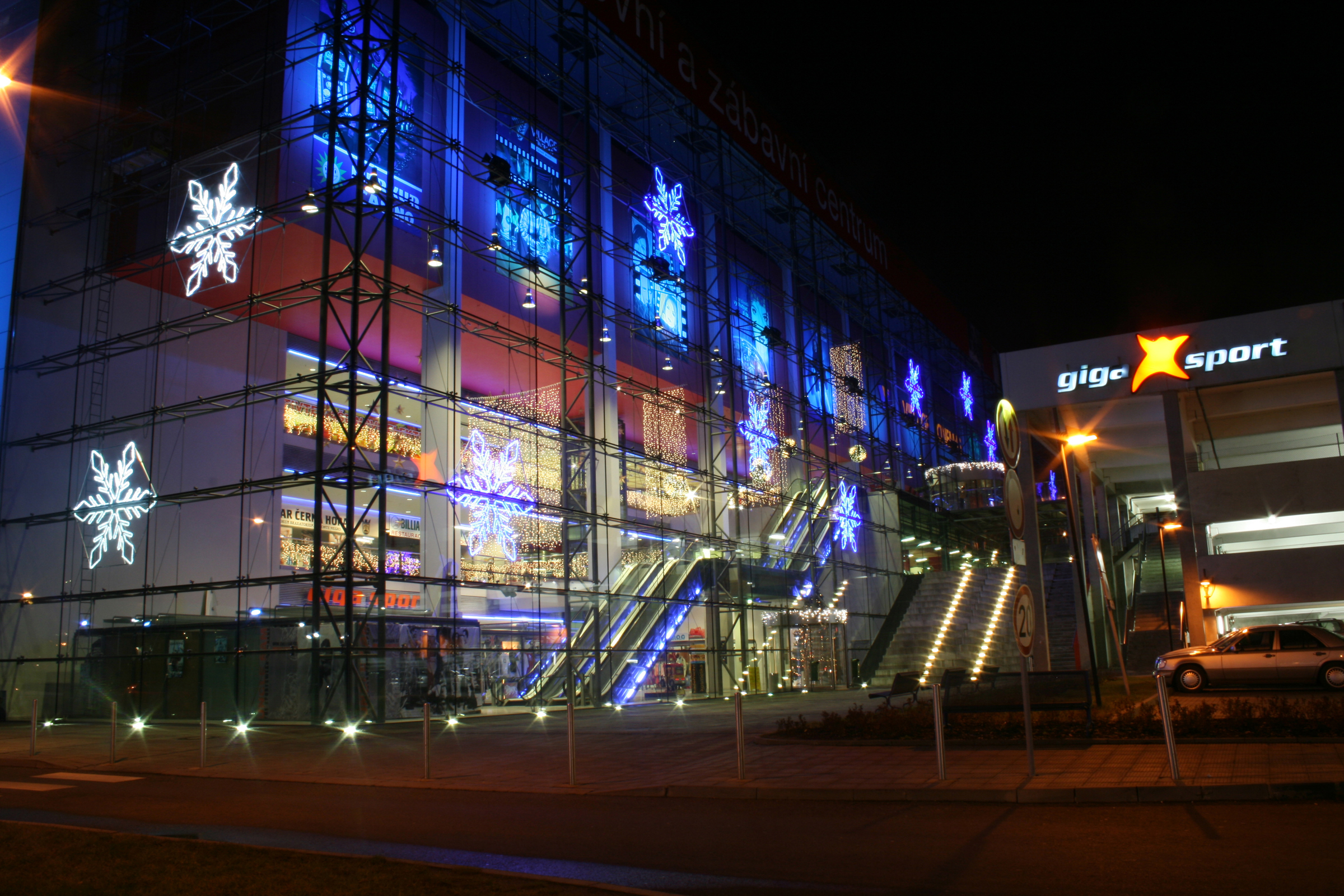
Village Cinemas Černý Most v noci na Vánoce

Společnost Village Cinemas Czech Republic s.r.o vznikla v roce 1999 jako pobočka australské společnosti Village Roadshow Ltd. Samotná Village Roadshow, založená v roce 1954, je celosvětově působící společností zábavního průmyslu, především v oblasti kina, rozhlasu a zábavních parků. Centrála společnosti v australském Melbourne řídící řetězec kin s více než 1 500 sály ve 183 kinech umístěných v 16 zemích. Kromě kin vlastní firma také distribuční společnosti (Austrálie, Nový Zéland, Singapur a Řecko) a v neposlední řadě také významnou filmovou produkční společnost Village Roadshow Pictures, sídlící v Los Angeles (mj. film Matrix). Společnost je od počátku 80. let minulého století průkopníkem v oblasti stavby a provozování vícesálových kin – multiplexů.
V listopadu 2009 byla společnost Village Cinemas Czech Republic s.r.o koupena sítí multikin Cinestar a opustila tak český trh. Dva pražské multiplexy byly následně předělány do barev CineStaru.

## Bývalé multiplexy v Česku

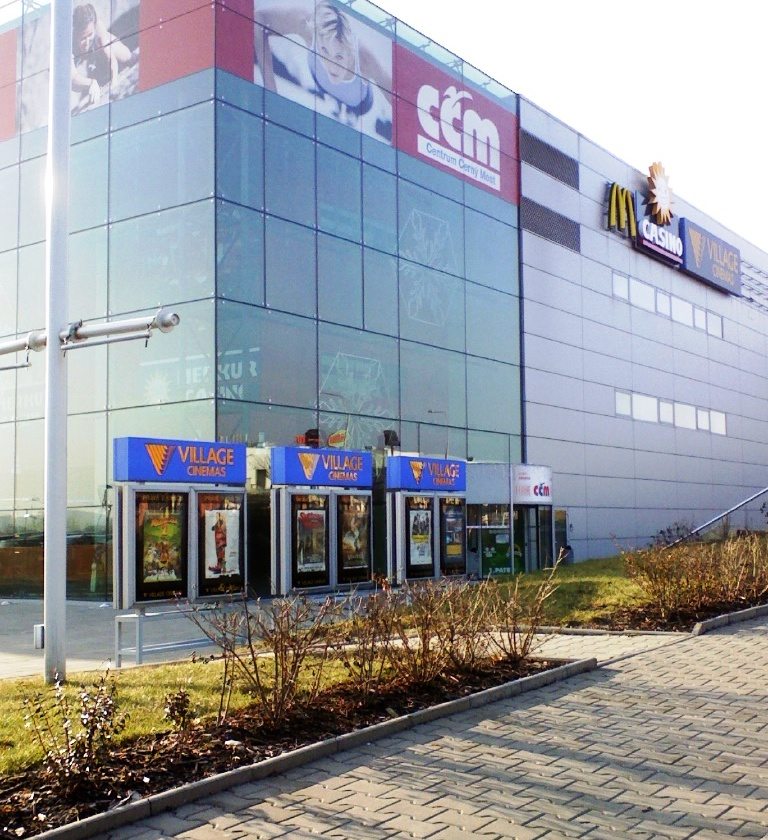
Village Cinemas Černý Most

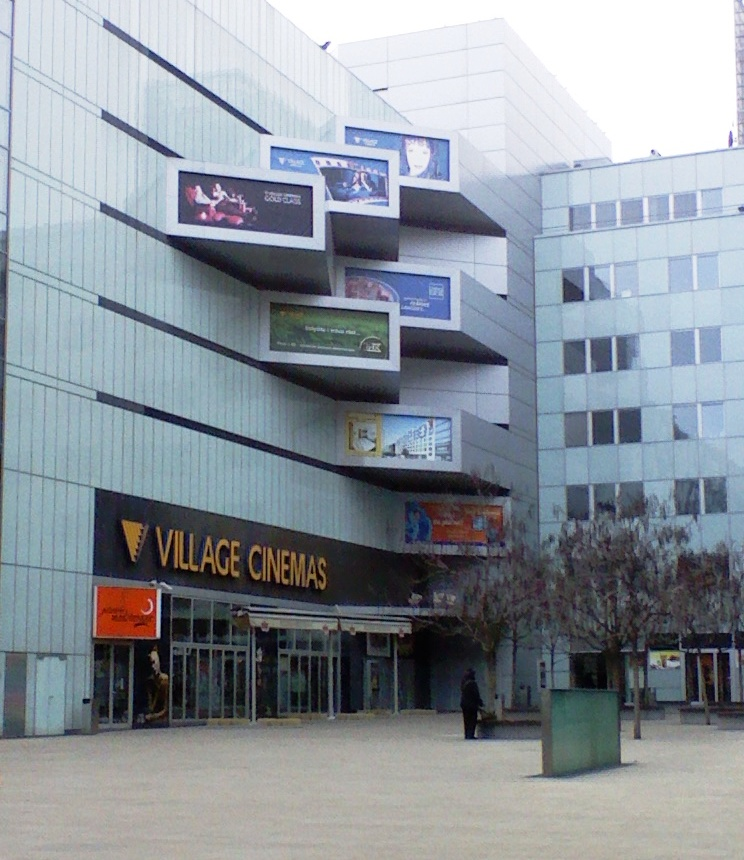
Village Cinemas Anděl

Village Cinemas Anděl získalo několik prvenství – 14 kinosálů, komplex Gold Class, umělecké sály Cinema Europa, dvousedadla pro zamilované a certifikát THX. Tento certifikát osvědčuje kvalitu zvukové soustavy a samotné architektury kinosálu. Produkty Gold Class a Cinema Europa vyvinula společnost Village Cinemas jako vlastní koncepty určené pro celosvětový trh.

## Komplex Gold Class
Komplex Gold Class obsahuje dva kinosály celkem pro 48 osob s nadstandardním vybavením interiéru – polohovatelná křesla, stolečky a s permanentní obsluhou v průběhu promítání, přilehlý salónek a bar. Vzhledem k oddělenému vchodu jsou návštěvníci ušetřeni shonu typického pro provoz běžného multikina.

## Cinema Europa
Art kino Cinema Europa tvoří dva kinosály, které se odlišují především svou dramaturgií, zaměřenou na nezávislý a alternativní film. Od ostatních kinosálů je Cinema Europa oddělena prosklenými dveřmi.